# Rue Marie-Éléonore-de-Bellefond
Pour les articles homonymes, voir Marie-Éléonore de Bellefond et Bellefond.
La rue Marie-Éléonore de Bellefond est une voie du 9e arrondissement de Paris, en France.

## Situation et accès
La rue Marie-Éléonore de Bellefond est une voie publique située dans le 9e arrondissement de Paris. Elle débute au 105, rue du Faubourg-Poissonnière et se termine au 46, rue de Maubeuge. Elle présente la particularité de surplomber en son centre la rue Pierre-Semard.

## Origine du nom
Elle doit son nom à Marie-Éléonore de Bellefond (1659-1717), qui était abbesse de Montmartre lors du percement de la rue.

## Historique
Cette voie est ouverte vers le milieu du XVIIe siècle sur un terrain relevant de l'ancienne abbaye de Montmartre. Au XVIIIe siècle, elle est appelée « rue Jolivet » et « chemin de la Nouvelle-France » avant de prendre sa dénomination actuelle en 1721. Elle faisait partie du quartier de la Nouvelle-France constitué vers 1644 et comportait une entrée vers le château Charolais. Cette allée a été transformée en rue de Chantilly en 1893.
Au XIXe siècle, on la nommait à nouveau « rue Jolivet », et on appelait « rue de Bellefond » la rue de la Tour-d'Auvergne. Une décision ministérielle du 13 floréal an IX (3 mai 1801) signée Chaptal et une ordonnance royale du 23 août 1833 ont fixé la largeur de cette voie publique à 10 mètres.
Par ordonnance 1833, la rue est alignée :
« Article 1 — Sont arrêtés ainsi qu'ils sont tracés sur les plans ci-annexés, conformément aux procès-verbaux des points de repère transcrits sur les dits plans, les alignements des voies publiques de Paris ci-après désignées, savoir : rues Beauregard, Bellefond, Bergère, Bleue, Bochard-de-Saron, de la Boule-Rouge, Buffault, Coquenard, Cretet, Montholon, Papillon, Pétrelle prolongée, Ribouté, Richer, Turgot, avenue Trudaine.
Article 2 — Il sera procédé conformément aux lois et règlements en vigueur, on[Quoi ?] tout ce qui pourra concerner soit les réparations d’entretien, soit la démolition, pour cause de vétusté, des bâtiments qui excèdent les alignements ainsi arrêtés, soit les terrains à occuper par la voie publique ou par les particuliers, soit enfin les indemnités qui seront dues de part et d'autre pour la cession de ces terrains.
Article 3 — Notre ministre secrétaire d’État au département du commerce et des travaux publics est chargé de l'exécution de la présente ordonnance.
Donné au palais des Tuileries, le 23 août 1833.
Signé : Louis-Philippe Ier. »
Début juin 2021, la rue de Bellefond devient la rue Marie-Éléonore de Bellefond.

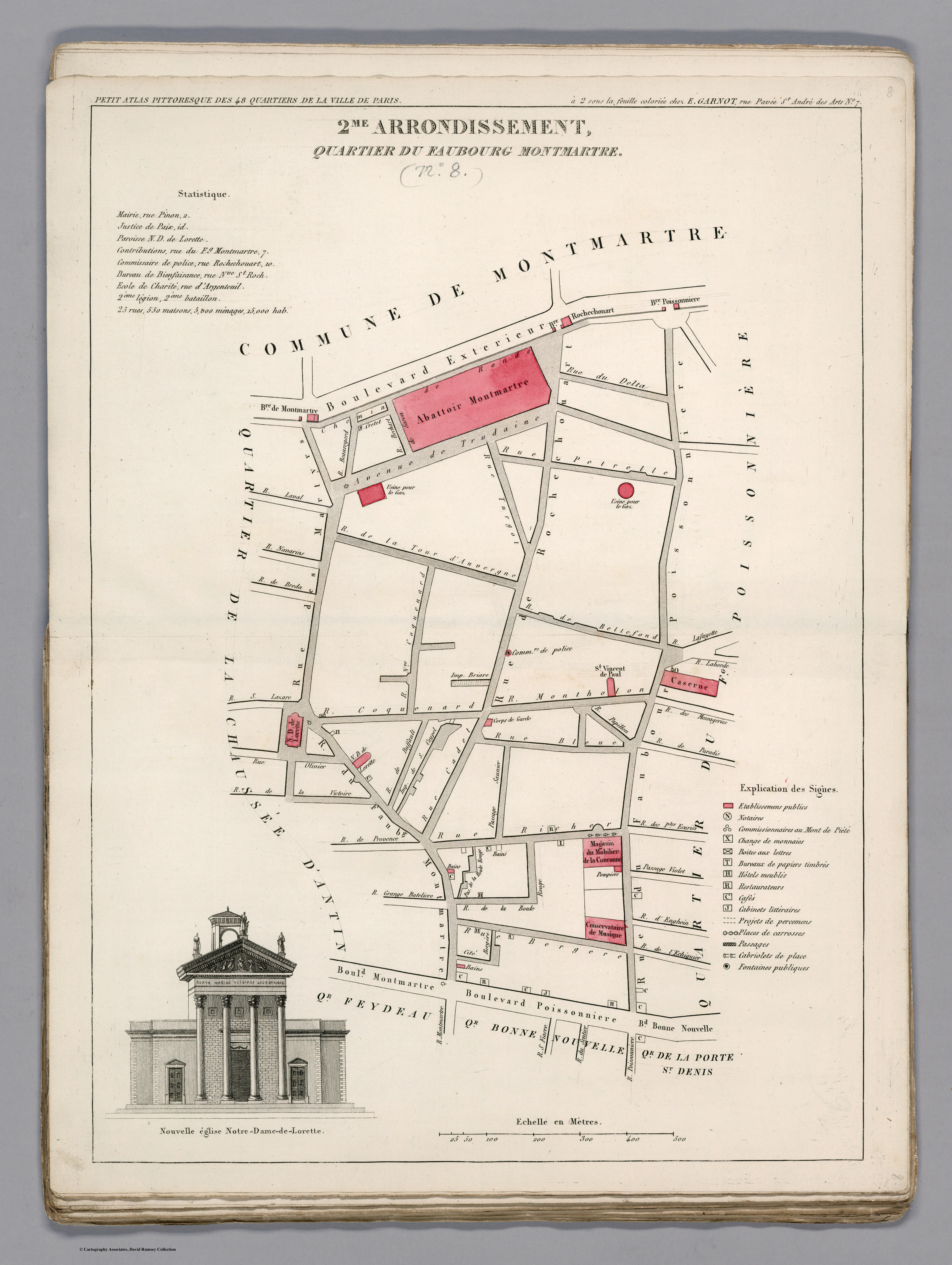
Plan du quartier du Faubourg-Montmartre dans l'ancien 2e arrondissement en 1834.

## Bâtiments remarquables et lieux de mémoire
- Cette rue présente la particularité de passer au-dessus de la rue Pierre-Semard.
- No 23 : la résistante Suzanne Buisson y est née en 1883[4].